# Episodi di Static Shock (seconda stagione)
La seconda stagione di Static Shock è andata in onda negli Stati Uniti dal 26 gennaio 2002 al 4 maggio 2002 su Kids' WB ed è composta da 11 episodi.
| Nº st. | Nº tot. | Titolo originale                   | Prima TV Stati Uniti |
| ------ | ------- | ---------------------------------- | -------------------- |
| 1      | 14      | The Big Leagues                    | 26 gennaio 2002      |
| 2      | 15      | Power Play                         | 2 febbraio 2002      |
| 3      | 16      | Brother-Sister Act                 | 9 febbraio 2002      |
| 4      | 17      | Static Shaq                        | 16 febbraio 2002     |
| 5      | 18      | Frozen Out                         | 23 febbraio 2002     |
| 6      | 19      | Sunspots                           | 2 marzo 2002         |
| 7      | 20      | Pop's Girlfriend                   | 9 marzo 2002         |
| 8      | 21      | Bad Stretch                        | 23 marzo 2002        |
| 9      | 22      | Attack of the Living Brain Puppets | 6 aprile 2002        |
| 10     | 23      | Duped                              | 27 aprile 2002       |
| 11     | 24      | Jimmy                              | 4 maggio 2002        |